# Messier 46
Messier 46 (M46 ili NGC 2437) je otvoreni skup u zviježđu Krmi. Charles Messier otkrio ga je 1771. godine.

## Svojstva
Skup se nalazi na udaljenosti od 5400 svjetlosnih godina. Prividan promjer skupa je 27', a stvaran je oko 30 ly. Skup se sastoji od oko 500 zvijezda od čega ih je 150 sjajnijih od magnitude + 13. Skup se udaljava od nas brzinom od 41 km/s.
Najsjajnije zvijezde su spektralnog razreda A0 i oko 100 puta su sjajnije od Sunca. Iz stupnja evolucije tih zvijezda procijenjena je starost skupa na oko 300 milijuna godina.
Posebnost skupa je planetarna maglica NGC 2438 koja se prividno nalazi u ovom skupu. Planetarna maglica se zapravo nalazi u doglednici i nije dio skupa. Proučavanje skupa i maglice su otkrili da se NGC 2438 od nas udaljava brzinom od 77 km/s, preko 30 km/s brže od skupa M46. Udaljenost maglice je procijenjena na između 2900 do 4600 svjetlosnih godina.

## Amaterska promatranja
Skup je moguće lako uočiti u dvogledu zajedno s obližnjim Messierom 47. Manji teleskop će također uloviti oba skupa u istom vidnom polju. Za uočavanje planetarne maglice će biti potrebno veće povećanje (oko 80 puta) i po mogućnosti filtar UHC ili OIII. Skup se nalazi na velikoj južnoj deklinaciji pa je promatranje maglice bez filtera otežano.

## Vanjske poveznice
- SEDS: NGC 2437